# Mary (elefant)
 For alternative betydninger, se Mary. (Se også artikler, som begynder med Mary)
Mary (født cirka 1894, død 13. september 1916) var en fem tons tung indisk elefant, også kendt som "Morderiske Mary", der optrådte i det amerikanske cirkus Sparks World Famous Shows. Den dræbte en dyrepasser i Kingsport (Tennessee) og blev efterfølgende hængt i den nærliggende by Erwin. Dens død er undertiden blevet fortolket som en advarsel mod dyrplageri i begyndelsen af 1900-tallet.

## Red Eldridges død
Den 11. september 1916 blev en hjemløs mand ved navn Red Eldridge, som havde et job med at feje på et hotel, ansat som dyrepasser i Sparks World Famous Shows-cirkusset. Han blev dræbt af Mary i Sullivan County (Tennessee) om aftenen den følgende dag.
Omstændighederne om drabet er uklare, idet der foreligger flere modstridende beretninger om det, men den følgende er refereret flere gange. Eldridge blev, skønt han ikke var kvalificeret til dette, sat til sammen med andre assistenter at føre elefanterne hen til en grøft for at drikke, og han red på Mary. På tilbagevejen fik Mary øje en halv vandmelon, der lå på vejen, og tog den for at æde den. Eldridge, der var helt ukendt med pasning af elefanter, prøvede at få Mary til at gå videre ved at stikke en spids kæp ind i dens krop. Dette blev Mary så irriteret over, at hun med snablen hev Eldridge ned fra ryggen og kastede ham ind i en større genstand, muligvis et vandtrug. Efterfølgende trådte hun på hans hoved, som blev knust.
En lokal avis beskrev episoden sådan, at Mary efterfølgende stødte sin stødtand ind Eldridges krop og med et gevaldigt sving med hovedet kastede liget ind blandt tilskuerne. Dette lyder dog ikke troværdigt, idet billedet af elefanten fra hængningen viser, at Mary enten ikke havde stødtænder, eller at de var ganske korte, sådan som det er almindeligt blandt indiske elefanter.

## Henrettelsen
Hvad der skete efterfølgende står hen i usikkerhed som følge af sensationspræget journalistik og mytedannelse. De fleste vidner er enige om, at Mary ret hurtigt blev rolig og i hvert fald ikke angreb tilskuerne, som begyndte at råbe "Dræb elefanten! Dræb elefanten!". I løbet af få minutter forsøgte en lokal smed, Hench Cox, at skyde Mary, men hans fire skud gjorde kun begrænset skade. Senere truede ledere i nabobyerne med ikke at give cirkusset tilladelse til at optræde, hvis Mary var med. Cirkusdirektør Charlie Sparks måtte modstræbende indse, at den eneste måde i en fart at imødegå den potentielt ruinerende situation for cirkusset var at slå den nu sårede elefant ihjel offentligt.
Den følgende dag 13. september, en tåget og regnfuld dag, blev Mary transporteret med tog til Erwin i Unicoi County, hvor en forsamling på mere end 2.500 mennesker (herunder de fleste af byens børn) var mødt frem. Elefanten blev nu hængt mellem kl. 16 og 17 fra en kran, der var monteret på en togvogn. Første forsøg gik galt, idet kæden brast, hvorved Mary styrtede til jorden og brækkede sin hofte, mens snesevis af børn flygtede i panik. Den voldsomt kvæstede elefant døde i andet forsøg og blev efterfølgende begravet ved siden af jernbanesporet. Inden da undersøgte en dyrlæge liget af Mary og kunne konstatere, at hun havde lidt af en alvorlig tandpine, præcis det sted hvor Eldridge havde stukket sin kæp ind.
Der blev i bladet Argosy flere år senere sat spørgsmålstegn ved autenticiteten af det berømte foto af hængningen (stærkt retoucheret), men andre fotografier taget ved samme lejlighed sandsynliggør, at det stammer fra begivenheden.

## Eftermæle
Mary har siden sin død optrådt i forskellige kunstneriske sammenhænge, især i skønlitteratur og sange.